# 아이네트호스팅
아이네트 호스팅(Inet Hosting)은 IDC(인터넷 데이터 센터) 기반의 서버/IDC 호스팅 서비스를 제공하는 대한민국 IT 기업이다.
대한민국 최초의 인터넷 서비스 회사인 ㈜아이네트와 ㈜한국피에스아이넷의 호스팅 사업부 임직원이 중심이 되어 2002년 3월에 출범하였다.(호스팅 사업은 (주)아이네트가 1997년부터 시작한 호스팅 서비스를 계승.)
주요 사업은 서버 및 데이터센터, 클라우드 서버등 IT 인프라 기반 호스팅 서비스외에 도메인, 메일호스팅, 소프트웨어 임대, IT 보안등 호스팅 비즈니스 전반에 걸친 서비스 제공이다. 